# Avinguda de Pius XII
L'avinguda de Pius XII és una via urbana de València que pertany a les avingudes i a grans vies de la ciutat. Té una gran capacitat tenint tres carrils per a cada direcció, o fins a quatre carrils en una mateixa direcció a un tram en concret, als que se sumen les vies laterals de servei.
S'inicia al sud amb el Pont d'Ademús sobre el Jardí del Túria, que la connecta amb la Gran Via Ferran el Catòlic direcció al centre de la ciutat, i finalitza al nord amb l'encreuament de les avingudes del General Avilés i de les Corts Valencianes. Fit amb importants vies urbanes de València com l'avinguda de Campanar, el carrer de la Vall de la Ballestera i el carrer de Joaquín Ballester.
Travessa de sud a nord el barri de Campanar, concretament per l'est de l'antic nucli urbà del barri, i a prop de la fi limita uns metres amb el veí barri de Benicalap.

## Nom
Està dedicada al Papa Pius XII, l'italià Eugenio Maria Giovanni Pacelli, que va ser Papa des de 1939 fins a 1958.

## Història
Era l'inici de la popularment coneguda com a Pista d'Ademús (actual CV-35, Autovia del Túria), ja que va nàixer com a via de comunicació de València amb la comarca del Racó d'Ademús. Substituïa d'aquesta manera al Camí Vell de Llíria que travessava els nuclis urbans de barris, pedanies i poblacions.
Amb el creixement urbanístic de la ciutat va quedar inclòs al nucli urbà de la ciutat, i gràcies a la seua proximitat al vell llit del riu Túria (actual Jardí del Túria) va ser una zona urbanitzada per a connectar el vell nucli de Campanar amb la ciutat de València.

## Elements importants
A l'inici de l'avinguda, vora al Jardí del Túria trobem el centre comercial Nuevo Centro amb un edifici d'El Corte Inglés i la popular Piràmide musical (clàssic punt de venda de discos musicals) junt a l'esplanada de Nuevo Centro, una esplanada que es fa servir per a nombrosos esdeveniments de la ciutat al llarg de tot l'any, com per exemple l'Exposició del Ninot on té lloc la votació cada any per a descobrir quin serà el Ninot indultat a les Falles de cada any.
Junt a aquesta esplanada trobem també l'hotel Expo Hotel, i molt a prop trobem les antigues instal·lacions de l'Hospital La Fe i l'Estació d'Autobusos de València.
Al final de l'avinguda trobem el centre comercial Ademuz amb un Hipercor d'El Corte Inglés.

## Transports
Les estacions metro de Túria i de Campanar de la Línia 1 de metro de València són les més pròximes a l'avinguda per estar baix mateix de la calçada.